# Omega Piscium
Omega Piscium (ω Piscium / ω Psc) è una stella della costellazione dei Pesci di magnitudine apparente +4,03 e distante 106 anni luce dal sistema solare. È la quarta stella più luminosa di questa costellazione.

## Caratteristiche fisiche
Le caratteristiche di questa stella non sono ancora chiare: in primo luogo non è certo se sia una stella di sequenza principale, che sta ancora bruciando idrogeno in elio nel suo nucleo, oppure una subgigante, che ha ormai esaurito l'idrogeno interno e sta ora convertendo, tramite il processo tre alfa, l'elio in elementi più pesanti al proprio interno. In secondo luogo alcuni studi hanno ipotizzato che potesse essere una binaria spettroscopica con un periodo orbitale di 2,16 giorni, ma questa ipotesi sarebbe poi stata smentita da successive osservazioni che portano a pensare che le variazioni spettroscopiche sarebbero da attribuire ad una variabilità intrinseca della stella stessa.
Se fosse effettivamente una stella singola, la sua massa sarebbe dell'80% superiore al quella solare e sarebbe 20 volte più luminosa, mentre se fosse doppia sarebbe poco meno massiccia (1,6 volte il Sole). L'età stimata della stella è di circa 1,2 miliardi di anni.